# Бојака (департман)
Бојака (шп. Boyacá) један је од 32 департмана у Колумбији. Департман се налази претежно у планинском делу Кордиљере на граници са Венецуелом.